# Analkarzinom
Als Analkarzinom, auch Analkrebs genannt, bezeichnet man bösartige Tumoren im Bereich des Anus. Je nach anatomischer Lage unterscheidet man zwischen einem Analkanalkarzinom und einem Analrandkarzinom. Diese Unterscheidung ist für die Behandlung der Krebserkrankung von großer Wichtigkeit.

## Analkanalkarzinom
Von einem Analkanalkarzinom spricht man, wenn der Tumor zwischen der Linea dentata (obere, in Richtung oral betrachtet, Begrenzung) und der Linea anocutanea liegt. Etwa 80 % aller Analkarzinome sind Analkanalkarzinome und 20 % Analrandkarzinome.

## Analrandkarzinom
Ein Analrandkarzinom liegt im Fall von malignen Tumoren vor, die unterhalb (distal) der Linea anocutanea und 5 cm in deren Umkreis lokalisiert sind. Analrandtumoren werden wie Hauttumoren behandelt und haben insgesamt eine günstigere Prognose als die Analkanalkarzinome.